# Mecoptera
I Mecotteri (Mecoptera) sono un ordine di Insetti terrestri, talora acquatici negli stadi preimmaginali, alati, meiotteri o atteri, di medie dimensioni, con livree di colori generalmente modesti ed esoscheletro poco consistente.
Sono olometaboli ritenuti più primitivi dei Neurotteri, e considerati alla base dei processi evolutivi che conducono a Tricotteri, Lepidotteri, Ditteri ed Afanitteri. L'ordine, di cui sono stati rinvenuti rappresentanti fossili a partire dal Permiano inferiore, raccoglie poco più di 400 specie descritte, organizzate in 3 sottordini ed 7 famiglie.

## Morfologia

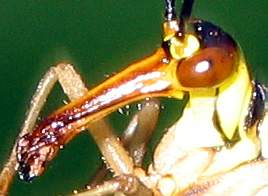
Dettaglio del capo di Panorpa communis

Il cranio è libero, mobile, ipognato, di solito allungato, anche notevolmente, a formare un rostro principalmente a spese delle regioni clipeali e subgenali (una sorta di becco o rostro, all'apice del quale sono situate le appendici boccali masticatorie). Le antenne sono lunghe, filiformi, pluriarticolate, composte di 16-60 articoli.

Apparato boccale di varia costituzione, con labrum piccolo e larghetto, ovvero molto allungato e assottigliato, variamente conformato secondo le famiglie. Nei Panorpidi, ad esempio, che costituiscono il gruppo più comprensivo di tutto l'ordine,  esso risulta masticatore e di fabbrica particolare: le mandibole sono piccole, allungate, denticolate all'apice e stranamente incrociate, sebbene siano articolate in modo normale; le mascelle hanno il cardine breve, lo stipite lunghissimo (in relazione col prolungamento a rostro del cranio), 2 lobi distinti variamente interpretati dai vari Autori, e palpo 5-articolato.; il labium ha un submento molto lungo, membranaceo ed esteso per quasi tutta la faccia ventrale del rostro, il mento breve e in gran parte sclerificato, premento parzialmente diviso, palpi 2-articolati.
Nei Boreidi l'apparato boccale è pure masticatore, però le mascelle ed il labium sono reciprocamente e completamente fusi in un unico complesso che SLAIS chiamò "subrostro". Nei Bittacidi l'apparato appare predisposto per pungere prede vive e mostra mandibole lunghissime e lesiniformi; mascelle con palpi ugualmente allungati; labium con prelabio e postlabio assai sviluppati in lunghezza. Nei Nannocoristidi le mandibole sono ridotte e non funzionali; le mascelle fornite di un solo lobo sottile; il labium con premento completamente diviso e palpi biarticolati, submembranacei, lobiformi, talora con tracce di "pseudotrachee" ed assomiglianti ai "labelli" dei Ditteri. Nei Coristidi l'apparato boccale, affine a quello dei Bittacidi, è più corto e con palpi mascellari e labiali dei maschi specializzati e di aspetto mostruoso.

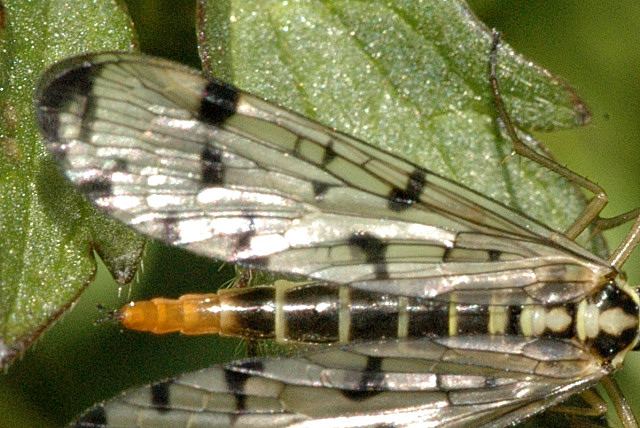
Dettaglio delle ali di Panorpa communis

Il protorace è piccolo e libero; il meso-  e meta-torace sono grandi e bene sviluppati. Zampe lunghe o lunghissime, a funzione ambulatoria, ma le posteriori possono servire per il salto, alle volte, come nei Bittacidi, con tarso e pretarso adattati alla prensione. Coxe accostate; femori talora tubulosi; tibie con due speroni distali; tarsi 5-articolati; pretarsi forniti di 1 o 2 unghie a volte denticolate. Ali, se presenti, lunghe (da cui il nome da mecos= lungo e ptera= ali), membranacee, simili tra loro, di solito piuttosto strette, ialine o maculate; talvolta, come nei Boreidi, ridotte e divenute organi coadiuvanti nell'accoppiamento, tal'atra assenti (Apteribittacus McLACHL. tra i Bittacidi). Nel riposo le ali sono disposte a tetto o piane sull'addome; sono provviste di micro e macrotrichi, con venulazione arcaica. L'apparato di collegamento delle ali  è di vario sviluppo, talora esiste ma non è funzionale.

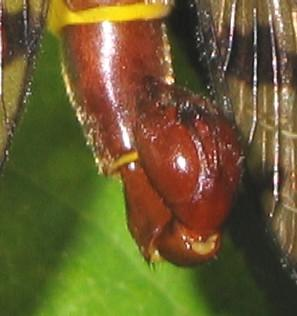
Dettaglio della porzione terminale dell'addome di Panorpa communis

 Addome allungato, costituito da 10 uriti e dal segmento anale. Una parte del primo urotego oppure tutto l'urite, possono fondersi più o meno intimamente rispettivamente col metanoto o col metatorace. Nelle femmine dei Panorpidi l'addome si restringe bruscamente dopo il IX urite; il X porta cerci biarticolati. Nei maschi questo o quell'urotergo es. III, IV, V, altri urotergiti in altre famiglie) alle volte differenziano processi, anche ipertelici. Il VII e l'VIII urite si presentano assottigliati (in Leptopanorpa McLACHL., insieme col VI urite, allungatissimi), mentre il IX urite appare vistosamente modificato a costituire un complesso bulboso che viene normalmente tenuto piegato in alto ed in avanti sulla porzione preterminale dell'addome (da qui il nomignolo di "mosche-scorpione"). Il suo tergo, che nel ripiegamento diviene ventrale, ha forma di placca; il suo sterno (che nel ripiegamento diviene dorsale) mostra il margine posteriore profondamente biforcato: tergo e sterno risultano fusi anteriormente a costituire un anello sclerificato. Fra di essi sono reperibili due vistose formazioni, una per lato, costituite da una parte maggiore prossimale e da una minore distale, unguliforme, mobile, essendo fornita di muscoli adduttori ed abduttori; secondo Snodgrass si tratterebbe di parameri suddivisi in un basiparamero e in un teloparamero. Tergo, sterno e formazioni laterali inglobano il X urite (munito di brevi cerci uniarticolati), il segmento anale e l'endeago.

## Anatomia
Sistema nervoso. Apparato centrale con 3 gangli toracici e 5-8 addominali. Il maschio presenta, in genere, un ganglio addominale, libero, in più della femmina. Sensilli gustativi localizzati, oltre che nei palpi e nella ligula, anche nella faccia ventrale dei tarsi.
Apparato digerente. Stomodeo, mesenteron e proctodeo variamente sviluppati nelle diverse famiglie. Esofago con ventriglio armato di 5 000-15 000 spinette. Il mesenteron può risultare breve, lunghetto, oppure, come nei Bittacus LATR., lunghissimo. Proctodeo con 6 papille rettali (mancano in Boreus LATR.).
Apparato tracheale con 8-10 apia di spiracoli tracheali (2 paia toraciche e 6-8 addominali.
Sistema escretore con 6 tubi malpighiani.
Apparato secretore. Ghiandole salivari a comportamento diverso nelle varie famiglie, spesso sessualmente dimorfiche (come in Panorpa L. dove quelle del maschio sono rappresentate da 6-9 tubuli assai lunghi, e quelle della femmina da 2 brevi tubuli sacciformi), ovvero (come in Boreus LATR.) simili tra loro. Nei maschi dei Panorpidi e dei Notiotaumidi il IV urosterno porta un organo ghiandolare (detto "organo notale di CRAMPTON) che secerne un feromone volatile attrattivo per le femmine. Apparato endocrino retrocerebrale con corpi cardiaci compenetrati con l'aorta e corpi allati latero-ventrali.
Apparati riproduttori. Ovari da 6 a 25 ovarioli meroistici politrofici (nei Boreidi sono panoistici). Spermateca (in Boreus LATR. particolarmente modificata)fornita di un lungo canalicolo fecondatore e ghiandole accessorie. L'ovopositore, se esiste, è di sostituzione. Testicoli voluminosi, 3-5 follicolari, separati o racchiusi in uno scroto. Vasi deferenti in genere assai lunghi e costituenti epididimi, che mancano, però, in Boreus LATR.. Canale eiaculatore breve, lungo o lunghissimo, con vescicole seminali spesso molto voluminose e ghiandole accessorie. Per le parti esterne vedere quanto detto a proposito dell'addome.

## Biologia
Olometaboli ed ovipari, a riproduzione tipicamente anfigonica. La copula si effettua in vari modi ed a volte è preceduta da curiose attività propiziatorie dei maschi che presentano un "omaggio alimentare" alla femmina. Nei Bittacidi il maschio offre alla femmina particelle di cibo, oppure anche una preda; nei Panorpidi i maschi emettono a più riprese la saliva che si rapprende in pallottoline,  della grandezza di capocchie di spillo, o bastoncelli a forma di cilindretti; nei coristidi il maschio afferra la bocca della femmina con i suoi palpi ipertrofici e la nutre con saliva rigurgitata.
Le uova sono ovoidali, sferoidali o anche di forma cubica. Esse sono abbandonate sul terreno isolatamente, o anche lasciate cadere dalla femmina nel corso di un volo radente; possono anche essere deposte in gruppi, piccoli o grandi, in cui gli elementi possono essere avvolti da una secrezione adesiva, dentro anfrattuosità del suolo o crepacci. I Boreidi le depongono tra i muschi.
Le larve dei Mecotteri sono eruciformi e portano processi toracici e addominali di varia forma e spesso molto vistosi. Il cranio, ipognato, presenta ocelli talvolta riuniti in gruppi laterali (nella Panorpa maculosa HAG. sono 25 per parte, nella P.communis L. 35 per parte). Apparato boccale masticatore: mandibole denticolate e robuste; mascelle con 1 o 2 lobi e palpi 2-4 articolati;; labium con palpi 2-articolati. Addome di 10 uriti; i primi 8 presentano pseudopodi con tegumento più o meno sclerificato e sono privi di muscoli (gli pseudopodi mancano nei Boreidi); il X urite presenta un pigopodio (assente nei Boreidi). 9 paia di spiracoli tracheali (1 al torace, e 8 ai primi 8 uriti). Si impupano in una celletta scavata nel terreno, ma la pupa ne fuoriesce prima dello sfarfallamento. Pupe exarate e dectiche.
I Mecotteri sono generalmente insetti diurni e preferiscono ambienti umidi ed ombrosi. I panorpidi si nutrono di Artropodi morti, ma anche di individui vivi; si nutrono anche di succhi vegetali e possono nutrirsi di nettare, attaccare fiori e frutti, provocando in questi ultimi ferite che favoriscono la penetrazione di Crittogame causa di marciume. Panorpa communis impollina fiori dell'Orchidacea Epipactis latifolia ALL.. Le larve hanno gusti dietetici simili a quelli degli adulti e raggiungono le sostanze appetite scavando camminando sul suolo o scavandosi cunicoli entro i quali si muovono procedendo o retrocedendo. I Bittacidi frequentano cespugli e praterie cibandosi prevalentemente di prede viventi; restano appesi anche per ore ai vegetali mediante le zampe anteriori e, quando una preda capita loro a tiro, l'afferrano fulmineamente con le zampe posteriori  ( che hanno l'estremità prensile) e la portano alla bocca. Gli Apterobittacus McLACHL. che sono atteri, hanno grande destrezza nell'arrampicarsi e nel lanciarsi da uno stelo all'altro, talvolta afferrandosi temporaneamente con una sola zampa. I Boreidi, silvicoli e muscicoli, sono attivi nelle ore soleggiate d'inverno a temperature appena superiori allo zero centigradi; possono camminare sulla neve e spiccare salti di decine di centimetri; larve ed adulti si nutrono di Muschi e di Artropodi morti.

## Tassonomia
- Sottordine Protomecoptera
  - Meropeidae
  - Notiothaumidae
- Sottordine Eumecoptera
  - Choristidae
  - Nannochoristidae
  - Panorpidae
  - Bittacidae
- Sottordine Neomecoptera
  - Boreidae

Nell'areale paleartico europeo sono rappresentate solo le Famiglie dei Panorpidi, Bittacidi e Boreidi.